# 古泥
古泥（?—?），十六国时期北燕大臣。
古泥在北燕天王冯跋属下任单于右辅。418年五月，北魏皇帝拓跋嗣派征东将军长孙道生、安东将军李先、给事黄门侍郎奚观等人，率领精兵二万人袭击北燕；亲屯突门岭督战。长孙道生等人攻克乙连城，进攻和龙（今辽宁省朝阳市）。古泥在和龙与长孙道生会战，北燕军大败，北燕将领皇甫轨被斩杀。冯跋固守，北魏不能攻克，劫掠北燕百姓一万户班师。